# Chrysobothris femorata
Chrysobothris femorata är en skalbaggsart som först beskrevs av Olivier 1790.  Chrysobothris femorata ingår i släktet Chrysobothris och familjen praktbaggar. Inga underarter finns listade i Catalogue of Life.